# ぐっちゃん
ぐっちゃん（1971年12月13日 - ）は、日本のものまねタレント。兵庫県出身。「ぐっさん」こと山口智充さんのそっくりさん。フリー。

## 略歴
「ぐっさん」こと山口智充さんのそっくりさん。 20代で水道設備会社を開業。現在も水道設備の代表をしながら、ものまねタレントでも活動中。30代になり、ぐっさん（山口智充さん）に見間違えられることが多くなり38歳にて、大阪のものまねパブにてデビュー。この頃からギターも覚える。日本テレビものまねグランプリに応募したところ、30秒コーナーにて出演を果たす。クイズタレント名鑑、総集編似てた部門では第1位を獲得。笑っていいともではぐっさんご本人と共演を果たす。その後、「ものまねタレントぐっちゃん」として関西、関東を中心に全国で活動中。

## 出演番組
- ものまねグランプリ
- クイズ☆タレント名鑑
- 笑っていいとも
- ホップ!ステップ!シャンプー!
- ぐっさん家
- クイズタレント名鑑(総集編似てた部門1位)
- ものまね王に俺はなる！(決勝進出)
- ラジオ関西レギュラー
- ナニコレ珍百景
- 東京VS46道府県

## 経歴

### 2010年
ぐっさんこと山口智充さんのそっくりさん、ものまねタレントとしてデビュー。

### 2010/9/21
ものまねグランプリ(日本テレビ)

### 2011/5/18
笑っていいとも(フジテレビ)
レギュラー全員そっくりさん

### 2011/4/10(日)
クイズ☆タレント名鑑   (TBS)
モノマネ芸人 いる？いない？クイズ （バラエティ/情報）
ダミーが混ざった16個の名前から実在するモノマネ芸人の名前を選ぶクイズ。正解の場合、本人登場でモノマネショーが観られる。
「ぐっちゃんというモノマネ芸人はいる？いない？」というクイズで、答えは「いる」だった。
山口智充さんのものまねをする【ぐっちゃん】が登場し「ムーンライト」を披露。

### 2011/10
珍百景ダレコレ

### 2012/3/18(日)
クイズ☆タレント名鑑   (TBS)
モノマネ芸人いる？いない？クイズ「似てた」Best5＆「似てなかった」Best5
モノマネ芸人「似てた」部門BEST5 第1位は「ぐっちゃん」。
ぐっちゃんが山口智充のモノマネで「ムーンライト」を披露。

### 2012/5/16(水)
今ちゃんの「実は…」   (朝日放送)
詳細不明

### 2012/8/4(土)　2012/9/2(日)
ぐっさん家(東海テレビ)
ザ・グッドサンハウスライブSHOW2012

### 2012/11/7(水)
水トク！ [ 東京VS46道府県 ]  (TBS)
第五回戦　東京VS大阪 モノマネ対決！  
東京と大阪がモノマネ対決をする。大阪のプレゼンターをFUJIWARAが、東京のプレゼンターはおぎやはぎが務める。大阪代表のものまねアラジンの小田進也、東京代表のそっくり館 キサラの川倉正一がスタジオに登場。キサラ出身者にはコージー冨田や原口あきまさ、ホリ、オードリー、Wコロンらがいる。
山口智充さんのものまね芸人「ぐっちゃん」がネタを披露。

### 2013/1/20(日)
東京VS46道府県   (毎日放送)
第五回戦　東京VS大阪 モノマネ対決！  （バラエティ/情報）
東京と大阪がモノマネ対決
山口智充のものまね芸人「ぐっちゃん」がネタを披露した。

### 2015年7月
萩原流星(はぎわらながれぼし)を弟子に持つ。

### 2016年2月
オフィス　グッド・チャンスを立ち上げる。(所属　オフィス　グッド・チャンス)

### 2015/7/15(水)
ナニコレ珍百景(テレビ朝日)
宮川大輔さんのそっくりさん、宮川大好と共に埼玉県飯能市の町おこし芸人として飯能駅前でゲリラライヴ中を取材される
ナニコレ珍百景登録になる

## ものまねレパートリー
主に山口智充（ぐっさん）のものまねを行う。また、山口のものまねネタも多数コピーしている。
- 山口智充（ぐっさん）
- 井上陽水
- 尾崎豊
- 大友康平
- 神谷明
- 桑名正博
- 西城秀樹
- 滝口順平
- 天龍源一郎　　・・・etc